# 瘋狂大樓
《瘋狂大樓》是盧卡斯影業遊戲公司於1987年推出的冒險遊戲。除在個人電腦平台IBM PC、Apple II等上推出外，另有發行電視遊樂器主機FC遊戲機版本。
遊戲由羅恩·吉伯特及蓋瑞·溫尼克擔任主要開發者，其採用的遊戲引擎「SCUMM」對於之後盧卡斯影業遊戲公司所開發的冒險遊戲有著重要影響。
作品主要以點選遊戲畫面上各行動選項來闖關，且有中安排多重遊戲結局，為當時電子遊戲界所少有。遊戲系列的續作《瘋狂時代》則於1993年推出。

## 故事劇情
在20年前，曾有一顆隕石墜落於一棟郊外的豪宅大房裡，而該大房裡則住著行為怪異的愛迪生一家（Edison Family）。
某一天遊戲主角戴夫·米勒（Dave Miller）的女友珊蒂·佩茲（Sandy Pantz）被沒來由的原因綁架到該大房裡。之後戴夫為了救出女友，找來了數名友人協助陪同、潛入該房子裡進行了一段大冒險。

## 遊戲方法

《瘋狂大樓》的遊戲界面，在畫面下方為可使用的動作指令。

《瘋狂大樓》是一款以點擊遊戲畫面上操作選單的內容、來達成操控角色的冒險遊戲。在畫面選單中共有10來種不同的動作供玩家選擇，如點選選單裡的「Walk To」便可讓角色移動；「New Kid」則能可切換操控別的遊戲人物。
遊戲開頭會要求玩家從戴夫·米勒的六位友人中；挑選兩名成員陪同戴夫·米勒一同冒險。而該六名角色各別持有不同的技能，如名為席德（Syd）的人物能處理需使用樂器演奏的狀況、伯納德（Bernard）則會修理故障的電器。遊戲並可依選擇不同的人物來以不同的方式闖關，且依挑選人物的不同、會有產生不同結局可能。
遊戲的過程是在大房裡探索冒險，其中需設法讓我方人物避開愛迪生一家人的注意外，居住在愛迪生家中；造型像觸手模樣的外星生物「綠吸盤」（Green Tentacle）與「紫吸盤」（Purple Tentacle）也是會干擾或捕捉玩家的角色。在《瘋狂大樓》中如果玩家選擇的人物之一在過程中死去仍可繼續遊戲，除非可用的三名人物全部死亡才會造成遊戲結束。
在內容表現方法上是以不時插入劇情畫面來呈現故事內容，並以此來秀出其它非玩家角色在當時的處境狀況。另外遊戲製作者羅恩·吉伯特當時稱過場的劇情畫面為「Cut Scene」，讓往後電子遊戲界也引用「Cut Scene」作為代表劇情畫面的一詞。

## 製作內容

### 開發經緯

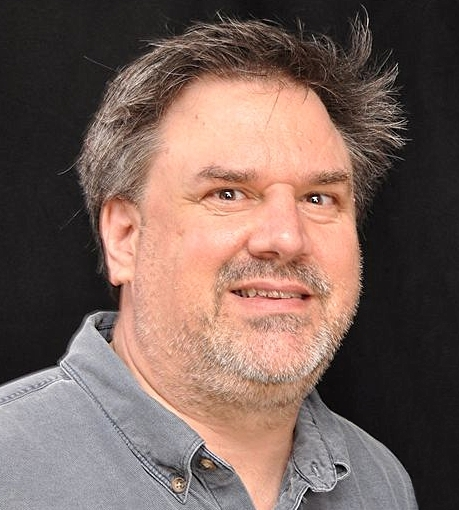
《瘋狂大樓》主要製作者之一羅恩·吉伯特

《瘋狂大樓》主要由羅恩·吉伯特與蓋瑞·溫尼克兩人經手開發設計。起初吉伯特就職於盧卡斯影業遊戲公司的試用期間，便曾在空閒之餘與溫尼克彼此分享對於相同喜愛的幽默題材、電視節目、與電影等看法。
後續吉伯特成為正職員工後，曾與溫尼克討論著一同計畫以B級類型的恐怖影片為題材，設計出一款俱有在鬼屋歷險的冒險成分、以及有著驚悚及幽默風格的電子遊戲。當時他們將遊戲主題圍繞於「一群青少年聚集在一起，之後被莫名的原因給追殺著、並設法脫離困境」上，以類似《十三號星期五》、《半夜鬼上床》等恐怖電影的風格為主。
隨後在盧卡斯影業遊戲公司將辦公室遷移到位於馬林縣郊外一帶的「天行者牧場」時，新工作室大房的內外觀激發了溫尼克的靈感，讓他打算將房內的螺旋狀樓梯、大尺寸電視、以及擺置的鋼琴給放進未來新遊戲內的場景中。而一些恐怖片的橋段也被引入遊戲中致意，包含1982短篇影劇合輯《鬼作秀》中描述怪異隕石墜落的《隕石》一段、以及1986年電影《恐怖小店》中所出現的食人植物。

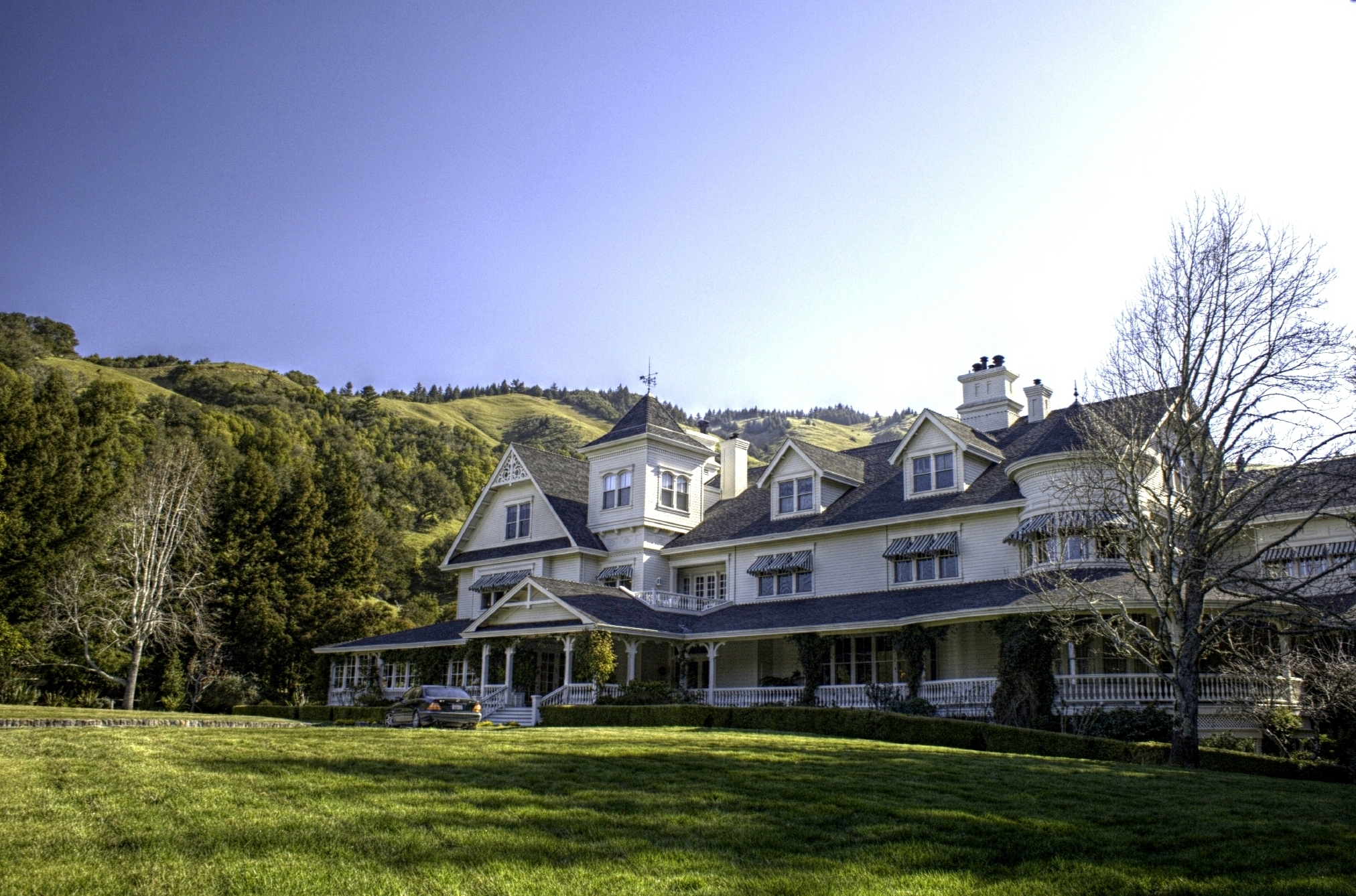
維多利亞式風格造型的大宅天行者牧場是《瘋狂大樓》的場景靈感來源

之後吉伯特對於《瘋狂大樓》的遊玩方法一直拿捏不定，直到在聖誕節吉伯特前往探訪親屬時、看見一名表親正在遊玩雪樂山公司推出的冒險遊戲《國王密使》後，發現《瘋狂大樓》適合以冒險遊戲的方式來遊玩而定案。
在吉伯特與溫尼克開始設計《瘋狂大樓》的遊戲程式之前，他們做出能表現出遊戲內容的簡易紙上遊戲，其中包含著代表遊戲各房間場景的遊戲板、以及代表遊戲內各人物的卡片，並畫出各場景相關性的示意圖，來讓後續的設計師能以此來激發出適合各關卡的謎題。而為了去表現出遊戲中各角色所持有的相異技能、以及於不同場景中所做出的差異內容，花了吉伯特等人不少時間構思，導致《瘋狂大樓》的開發進度落後，也讓吉伯特當時面臨到會被解雇的危機。另遊戲內的對白也是在各事件場景完成後，才由大衛·福克斯花時間補上。

### 角色造型來源
作品中登場由玩家操作的各種角色，多從吉伯特與溫尼克從周圍的親朋友人上得到啟發。如溫尼克的女友瑞（Ray）為遊戲裡的瑞樂（Razor），戴夫（Dave）是吉伯特以自身為範本、溫蒂（Wendy）則是和吉伯特在同公司裡的一名同名員工。
至於遊戲裡出現的愛迪生一家（Edison Family）則是溫尼克從《EC Comics》、《Warren Publishing》等漫畫期刊上出現的人物所獲得的靈感。

### Commodore 64平台技術問題
在開發Commodore 64電腦版本的《瘋狂大樓》時，因該平台帶有僅能容納64KB程式大小的限制，便打算將遊戲畫面在螢幕上表現是採用慢慢滾動、逐漸呈現出圖像的方法。並在一些較寬敞的場面時，會將尚未秀出在螢幕中的物件給先去除。
但因對於Commodore 64在點陣圖模式上要準確表現出圖像內容須利用超出8KB以上記憶體，超出Commodore 64運行的能力，且會有沒辦法使用畫面滾動效果的情況。之後為了效果則將角色圖像設法佔用大小限制在1KB内，雖然此條件下圖形的精細程度則會達不到點陣圖模式等級。在圖像表線上是使用8x8大小的像素來表現，而因Commodore 64採用VIC-II規格晶片僅可呈現256個像素區塊，為了避免此條件限制了由溫尼克所設計的像素畫圖形，吉伯特之後另設計一些程式能自動處理區塊在畫面上的表現。另外為了讓角色較好辨認，Commodore 64版本上人物的頭像設計較大，且採用三種色彩的精靈來堆疊表現。

### 遊戲引擎SCUMM
吉伯特先前曾在使用MOS 6502處理器的電腦上以組合語言來設計遊戲。雖然就Commodore 64平台而言；組合語言是較合適的開發工具，吉伯特發覺到《瘋狂大樓》的遊戲架構過於龐大，以組合語言來開發已不合適，加上當時雪樂山遊戲公司使用著名為「AGI System」的高階語言開發工具來製作遊戲，吉伯特隨後與一同盧卡斯影業遊戲公司職員契伯·莫寧史達（Chip Morningstar）討論意見，決定設計出一套可以給往後盧卡斯推行的冒險遊戲使用、節省耗費時間的開發工具。
之後在《瘋狂大樓》開發過程裡，最初的6到9個月時間便主要用在製作新遊戲開發引擎上，吉伯特也特別將此新設計工具擁有多任務處理的能力。
而在吉伯特就讀大學時，他便曾享受遊玩《洞窟歷險》及infocom公司所推出的冒險遊戲作品，但當時的冒險遊戲內容是以閱讀文字章節為主、生動的圖像不多，吉伯特便希望能創造出一個真正帶有圖形、互動的作品。雖然之後雪樂山遊戲公司在推出的冒險遊戲中增加視覺效果被吉伯特視為一大突破，但仍有需手動在文字解析器輸入事件指令的情況。如吉伯特在遊玩雪樂山出品的《國王密使》中，雖然遊戲畫面已經可以用圖像清楚表現出過關道具的所在位置、但仍需要透過文字解析器輸入一段指令內容才可取得，於是吉伯特想到可以透過製作一個游標來達到「點選」的方式、省去輸入指令的流程。
因此該新遊戲開發引擎的目的是要能建立一個好用的操作系統，能不需像之前傳統電子文字冒險遊戲中；需花費時間輸入指令的麻煩，吉伯特並在事後表示著「因為我很懶，所以不喜歡玩冒險遊戲時還得花時間打一堆指令才能進入下一段遊戲內容，所以我要將作品製作成只要透過點選的動作就可完成每件任務。」另外並降低當時冒險遊戲界中，玩家只要觸犯某種條件、便會造成操控角色死亡而遊戲結束的情況。
一開始開發小組計劃遊戲過程中需應用到40種動作行為，之後則逐一減少至10來種，並採用類似雪樂山公司在自家的遊戲引擎「Adventure Game Interpreter」及腳本語言「Sierra's Creative Interpreter」中的方法，將動作指令內容整合成腳本語言程式裡。
此遊戲引擎開發完成後，吉伯特將此命名為「瘋狂大樓專用程式腳本創建開發工具」（Script Creation Utility for Maniac Mansion）、並以「SCUMM」作為簡稱，讓往後設計人員可不必再透過低階語言來設計遊戲。雖然SCUMM一開始是用於Commodore 64平台上，隨後也改版至不同的硬體平台上使用，而母公司盧卡斯影業的亞瑞克·威爾穆德（Aric Wilmunder）與布拉德·泰勒（Brad Taylor）也協助SCUMM在PC版本的移植。

### 腳本測試
曾在盧卡斯影業遊戲公司裡設計《魔王迷宮》作品的大衛·福克斯；協助著吉伯特在《瘋狂大樓》裡程式腳本方面的編寫，原先福克斯估計在此專案裡花費一個月時間處理、之後實際上則耗了六個月。當時福克斯主要負責與吉伯特及溫尼克討論創造作品中各房間場景的遊戲流程，並且與吉伯特處理各遊戲角色對話、動作內容，以及以溫尼克製作的概念草圖為靈感、擴充出更多的遊戲內容。
吉伯特也將《瘋狂大樓》架構在不受現實的知識、邏輯所限制，一個可讓玩家去任意嘗試的遊戲世界。而雪樂山公司在1987年推出的《太空密使2》裡，遊戲人物會只僅因為做了撿起破碎玻璃屑的動作而死去，福克斯對此表示著「我知道在實際情況下、我可以撿起破碎的鏡片而沒有一點事」，因此在《瘋狂大樓》便減少出現讓遊戲人物被不合理的原因造成死亡而遊戲結束、讓玩家必須花時間讀取遊戲存檔再次進行先前的遊戲內容。而《瘋狂大樓》裡雖然某些條件可以造成遊戲人物死去，但都是要得用刻意的方法才能出現，因此玩家在遊玩《瘋狂大樓》時可以不去擔心是否會有讓遊戲人物死去的陷阱、而可以有更多任意探索嘗試的自由。另外吉伯特等人修改不少各種遊戲謎題的前後影響關係，以避免解謎的流程會產生無法繼續遊戲內容的情況。在此開發期間吉伯特也在每週將最新測試版本的遊戲存在軟碟片中、寄給他的表親來擔任遊戲的試玩者以找出錯誤。
而個人電腦、Amiga、雅達利ST版本的《瘋狂大樓》裡，附有一份名為「Nuke'm Alarms」的小手冊，名稱來自於遊戲中出現的豪宅大房保全系統，此手冊的亂碼列表是遊戲前須輸入的密碼、以用於保護遊戲磁片內容被隨意盜拷。其中該手冊是以特殊材質的紙張列印，而不易隨意影印，另外還需透過玻璃紙才能映出手冊上亂碼的實際字元內容。後續FC版本的《瘋狂大樓》，則仍存留著先前電腦版本用的防拷程序。

## 發行
在發售《瘋狂大樓》時，盧卡斯電影遊戲公司一反先前僅處理遊戲開發、發行由其它廠商負責的作法，讓公司開始投入販售遊戲作品的事業領域。當時盧卡斯電影遊戲公司聘請肯·麥克林（Ken Macklin）負責上市遊戲的封面美術，而吉伯特與溫尼克也與市場部門合作，為《瘋狂大樓》的遊戲盒背面添加一些具趣味性的說明內容。
經歷18至24個月的開發過程後，《瘋狂大樓》於1987年在芝加哥舉辦的消費性電子展上展出，隨後同年10月發佈了Commodore 64與Apple II的平台版本。
當初在發行時，曾有一名玩具反斗城看到此遊戲的顧客；表示著遊戲盒包裝後方有寫著「情慾」（Lust）的字眼，之後玩具反斗城向盧卡斯電影遊戲公司表示在修正包裝盒後方內容之前、不會將《瘋狂大樓》上架販售。而隔年3月則發佈了畫面更精細的Amiga等平台版本。

### FC遊戲機版本

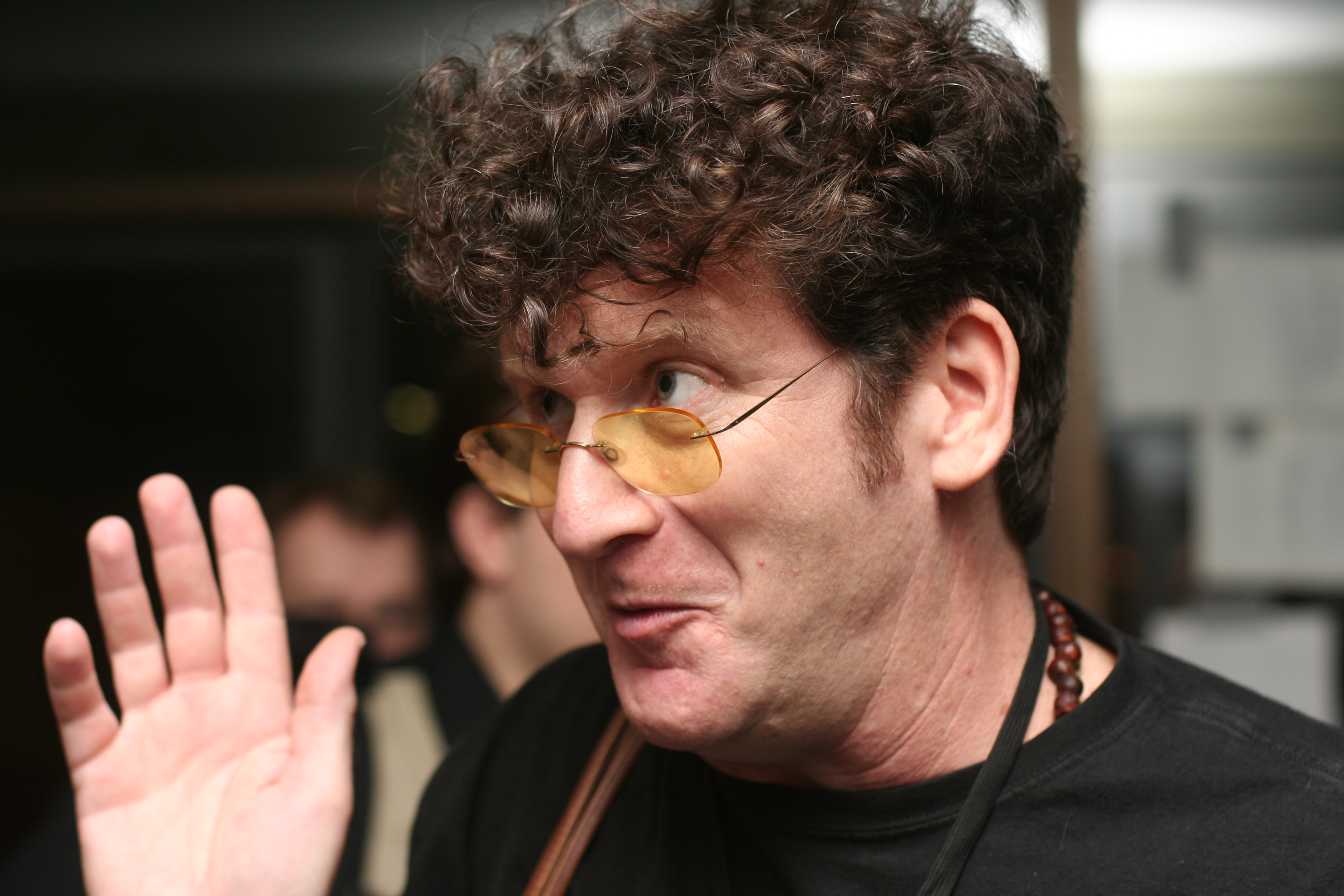
「胖子」喬治·桑格與他所屬的音樂團隊處理FC遊戲機版本的改編配樂

FC遊戲機版本的《瘋狂大樓》是由日本遊戲公司Jaleco負責銷售，此亦為盧卡斯電影遊戲公司首款在FC平台上發表的遊戲。而往後為網頁應用開發程式語言「JavaScript」領域中專家、輕量級資料交換格式「JSON」的發想者道格拉斯·克羅克福特當時也親自協助FC平台版本的開發，克羅克福特另曾表示著與個人電腦相比之下，FC的平台規格提供了更好的處理遊戲作品能力。另盧卡斯電影遊戲公司也特別為SCUMM修改成專用於FC平台的版本「NES SCUMM」。
盧卡斯電影遊戲公司在最初的電腦平台版本上的《瘋狂大樓》上，將原先一些較不雅觀的字句做修改，如玩家若挑選伯納德作為主角戴夫冒險的夥伴時；原先一個開場白「伯納德，別耍蠢了」（BERNARD! Don't be a shit head）給修正成「伯納德，別鬧了」（BERNARD! Don't be a tuna head）。而因FC主機開發商任天堂對於「電子遊戲應老少咸宜」的行事宗旨，進一步修正更多的內容。當時Jaleco在美國地方的總裁豪依·魯賓（Howie Rubin）曾對道格拉斯·克羅克福特建議避免在遊戲裡出現像是「殺戮」（kill）之類的字詞，但克羅克福特認為遵循任天堂的政策修改可能會導致遊戲不少橋段內容無法接應，之後製作一份遊戲內容的說明列表給Jaleco參考、向他們解釋遊戲中一些容易引起爭議的地方是仍需保留的。
後續任天堂北美部門寄來一份報告，該報告指出遊戲裡一些有些冒犯性的文字及出現裸體方面的貼圖需移除。克羅克福特則盡可能刪去任天堂不認可的內容、及設法保持遊戲原先的完整性。其中一些情況包括被要求去除遊戲場景裡用於提示玩家的牆上塗鴉、一方面又必須想出仍有可能讓玩家能獲得提示的方法。另外任天堂也要求將遊戲裡角色護士愛德娜所講的一些帶有性暗示的對白給修改，以及福瑞德博士所講的一句「把你的大腦給吸得一乾二淨」（getting your pretty brains sucked out），因這句對白被認為「太有臨場感」；而把「吸」（suck）給改成「去除」（remove）。另外遊戲的一處場景中貼著「迪斯可音樂真遜」（disco sucks）標語的海報也被清除。此外任天堂也要求將場景一些出現裸體圖像的海報、雕像等物品去除，但其中裸體雕像部份則被盧卡斯影業遊戲公司一方要求保留，他們表示這是一個純粹以米開朗基羅之雕像藝術為範本的創作，不過盧卡斯影業遊戲公司最後仍因應要求而去除。而任天堂北美部門也未提出任何原因、要求將遊戲幕後人員名單出現的遊戲開發用引擎「NES SCUMM」字詞給刪掉。克羅克福特曾對此表示著任天堂的需求讓此遊戲變成一個平淡無奇的作品、並認為任天堂的標準像是個「忌邪的神」。
內容修改過的FC版《瘋狂大樓》於上市後、達到賣出25萬片以上遊戲卡帶成績。另外也曾在市場上謠傳出存在著未修飾過內容的FC版本。而遊戲上市時裡頭存留著先前其它版本裡可將倉鼠抓去微波爐虐殺掉的段落，克羅克福特事後也對此批評任天堂有著混亂的要求標準。
FC版的遊戲配樂交由美國遊戲商Realtime Associates公司裡、綽號「胖子」（The Fat Man）的喬治·桑格、以及大衛·海耶斯（David Hayes）所改編。而在編製的過程中，瘦李奇樂團的專輯《The Boys Are Back in Town》也給予海耶斯許多靈感。
《瘋狂大樓》的FC卡帶格式上具備著可記錄遊戲進度的電池，起初支援的影像標準僅為NTSC制式，之後為了PAL制式修改內容。而日本版的卡帶則省去了一些背景音樂跟圖像、並更動部份角色人物的持有技能。而《瘋狂大樓》也是FC系列遊戲中，除了《影之門》、《F15打擊之鷹》、《Déjà Vu》外少數有譯成瑞典文的作品。

## 評價
《瘋狂大樓》的遊戲風格被一些如《Commodore User》、《Zzap!64》等遊戲雜誌評論讓人聯想到恐怖喜劇《洛基恐怖秀》，或是其它像《驚魂記》、《十三號星期五》、《德州電鋸殺人狂》、《阿達一族》、《史酷比》等帶有驚悚元素的影片。其中雜誌《COMPUTE!》反應著《瘋狂大樓》的操控方法、畫面和喜劇般的效果滿足了喜愛恐懼及幽默風格的玩家。另《COMPUTE!》之旗下雜誌《COMPUTE!'s Gazette》評論《瘋狂大樓》的過場動畫添增了刺激感、且遊戲畫面上有著許多趣味的細節，並將各個不同角色活生生地呈現出來。"《Commodore Magazine》則表示《瘋狂大樓》有著高水準創意、劇情、音效效果、加上獨具風格的人物，絕對是個令人難忘的好作品。《ACE》的評論編輯則享受著遊戲裡的過場動畫、提供多人物選擇的玩法，且肯定此遊戲對於傳統冒險遊戲所帶來的創新。《電腦遊戲世界》提及到遊戲有一般漫畫、恐怖電影或小說所缺少的在幽默爆笑及懸疑氣氛下所表現的微妙平衡，而簡化過的操作介面是過去所沒有的愉快體驗，唯一可惜的是音效及配樂方面沒特別突出。《VideoGames & Computer Entertainment》稱讚《瘋狂大樓》就像是場令人喜愛的鬼屋歷險以及特異風格的經典作品。另外《Retro Gamer》則有把遊戲中可以將倉鼠帶進微波爐裡殺掉的場景列為電子遊戲史上前100大最令人難忘的事件之一。《瘋狂大樓》並被網站IGN選為盧卡斯影業遊戲公司歷年所發行的作品裡的十大最佳冒險遊戲之一。
其他評論家方面如奧森·斯科特·卡德則表示此款是個有著幽默、電影般的劇情與不充斥暴力的表現、能讓人認同的好遊戲，並稱讚盧卡斯影業有能力將電腦遊戲給變化成一個好的故事。不過《Flame Wars: The Discourse of Cyberculture》書籍上認為遊戲劇情裡拯救被綁架的女性啦啦隊隊長有性別角色上負面的刻劃。《Retrobates – Favourite Game Ending》則把作品裡「可以壓下特定按鈕把房子炸掉」列為最有趣的電子遊戲結局之一。
而製作者吉伯特本人曾表示雖然《瘋狂大樓》有一些若使用過關道具順序不正確、會造成無法將遊戲玩完的錯誤，且有劇情畫面在銜接下一段落時有可能出問題的狀況，但就是因為有著不完美的缺陷、而成為他本人最愛的作品。

### 其它平台評論

#### Commodore 64
《Retro Gamer》雜誌將此遊戲列為Commodore 64主機上最佳遊戲的前十名。而《Questbusters: The Adventurer's Newsletter》表示此作品對於Commodore 64的玩家而言、會是除了雪樂山公司所發行的冒險遊戲外不錯的選擇。

#### Atari ST
電子遊戲刊物《The Games Machine》表示《瘋狂大樓》雖然是個令人很樂在其中的遊戲，但程式在尋路的處理表現上不算太好，且音效表現有降低遊戲氣氛的情況，但就Atari ST平台的音效上品質比個人電腦版本好些。

#### Amigo
《The One》雜誌在遊戲發行後一段日子的93年才發表評論，表示著雖然《瘋狂大樓》與當時的遊戲相比美工畫面已有些俗氣，但仍充滿著魅力與幽默的內容，是個挑戰遊玩過程可以讓人樂在其中的好選擇。而同樣在93年才評論《瘋狂大樓》的《Amigo Format》雜誌則是讚賞作品中充滿幽默細節的畫面。
在其它歐洲地方如德國的Amiga主機雜誌如《Power Play》、《Amiga Joker》等分別享受著遊玩此作品的過程，及表示即使此遊戲畫面不算特別出色、但內容彌補了一切。而瑞典的《Datormagazin》提到雖然畫面與操作介面稱不上是一時之選，但遊戲過程中仍讓人滿足，並點出雖然後出的Amigo版本與較早發行的Commodore 64版本相較之下略有不同，但差異不至於讓已持有Commodore 64版本的玩家特意再去添購Amigo的版本。

#### FC
因個人電腦平台版本上的成功，FC版在發行前就被雜誌《Game Players》預測會是1990年期間最好的遊戲之一。之後英國的《Mean Machines》刊物將《瘋狂大樓》；與Kemco公司在1987年於FC上推出的冒險遊戲《影之門》相比後，表示《瘋狂大樓》不會像《影之門》有著讓玩家會在毫無預警情況下讓操控角色死去、而結束遊戲的情況，雖然音效不夠出色，但是豐富的遊戲性及容易令人上癮的冒險內容是FC平台上少見的。德語的《Video Games》雜誌則遊玩《瘋狂大樓》FC卡帶後，表示雖然遊戲畫面有些會誤導玩家的小地方，但仍是FC平台上先前所未見、具有同樣風格的遊戲，且是盧卡斯公司所推出的最成功作品之一。而十數年後的《Edge》回頭重新檢閱FC版本與原先電腦平台版本相較後，批評內容偏向保守、像是被閹割過的作品。《GamesTM》同樣表示因FC版本有被任天堂給嚴審的情況，而有較不佳的評論。
在FC主機本廠任天堂發行的刊物《任天堂力量》上；分別曾在1991年2月第21期刊、與8月第27期刊將此遊戲列為當期前30名作品中第19、16名成績。之後1993年《任天堂力量》再次評論此遊戲時，表示當時史克威爾在北美發行的《最終幻想》1代，有讓不少玩家的目光沒注意此作品、造成購買者流失的情況。而1997年《任天堂力量》在評選FC主機上前100大遊戲時，則將《瘋狂大樓》列為第61名，並給予「一段精彩的冒險」評語。之後2008年在《任天堂力量》發行第20週年的慶祝特刊上，進一步將《瘋狂大樓》選為FC主機上系列作品的第16名，稱讚其作品與眾不同的特色及趣味。而在第25週年上，《瘋狂大樓》再次被寫於報導裡，且提及著「很難讓人不去想到這款遊戲」。

## 影響
相較於以往文字冒險遊戲需輸入訊息才可進行遊戲的方式，雜誌《GamesTM》認為《瘋狂大樓》的圖形操控介面出現、讓玩家更能專注享受在遊玩過程中，盧卡斯影業遊戲公司也以此夠格成為圖形冒險遊戲界的龍頭。而《Retro Gamer》在遊戲發行20多年後的2011年份刊物上提及著《瘋狂大樓》證明出電子遊戲有能力可以展現出全新不同的感官。《Eurogamer》網站也表示《瘋狂大樓》解放了玩家先前在冒險遊戲中容易不順手的情況，讓遊戲過程可以更直接，並且在電子遊戲發展史上寫下有趣的一頁。在書籍方面《The Magic of Interactive Entertainment》一書中則分析此作品為往後冒險遊戲界帶來新的挑戰，《High score!: The Illustrated History of Electronic Games》則指出《瘋狂大樓》是一個新的里程碑，與雪樂山公司出品的《太空密使》及《幻想空間》系列共同開創以幽默、詼諧劇情為基礎的冒險遊戲世代。
對於因應此作品開發出的遊戲引擎「SCUMM」，被Eurogamer網站視為具革命性的設計工具，而往後數年盧卡斯影業遊戲公司推出的冒險遊戲皆採用此遊戲引擎開發，且有根據需求再做更進一步的改版。《GamesTM》雜誌則描述往後其它遊戲公司設計出類似SCUMM的開發系統於冒險遊戲上。事後1992年製作者吉伯特離開盧卡斯影業遊戲公司前往Humongous娛樂任職時，也將先前使用SCUMM的技術經驗套用在廠商之作品上。而《PC Gamer》分析著《瘋狂大樓》是對於冒險遊戲界中影響關係最錯綜複雜、最重要的作品，SCUMM遊戲引擎也為往後盧卡斯影業遊戲公司開發作品時立下重要基礎。
而製作者吉伯特在開發2013年上市的遊戲《魔窟冒險》時，回憶著當時《瘋狂大樓》上市時，很多人不把它歸類為冒險遊戲；因為它不像早期的冒險遊戲需手動輸入訊息，反過來就像他現在製作中的《魔窟冒險》同樣被一些人不被歸類為冒險遊戲；也是因為《魔窟冒險》不像《瘋狂大樓》一樣可以用點選介面的方式來進行，吉伯特對此表示著這就是冒險遊戲的演化、只要朝向對於玩家是正面的去做就好了。
《瘋狂大樓》同樣是電子遊戲界中第一個採用置入性行銷手法的作品，在遊戲內容裡可以看得到百事可樂出現。

## 引用改編
一些《瘋狂大樓》的元素也被往後盧卡斯影業遊戲公司發行的遊戲所採用，如作品裡出現名為「查克」（Chuck the Plant）的植物便在1989年的《聖戰奇兵》或2009年的《猴島傳說》裡再度出現，另根據吉伯特的說法，會在遊戲裡出現帶有名為「查克」東西的玩笑是出自當時盧卡斯影業總經理「史蒂夫·阿諾德」（Steve Arnold）的建議，而《瘋狂大樓》則是第一個套用此橋段的遊戲作品。往後也有數名《瘋狂大樓》的愛好者自製一段真人演出的預告片在網路論壇上分享。
而在德國有數名遊戲開發者自行設計出數款《瘋狂大樓》的同人作品，如有一名叫做薩沙·鮑里索夫（Sascha Borisow）的玩家自行使用遊戲引擎Adventure Game Studio來創作《瘋狂大樓》重製作品，該非官方重製版本則在2004年前吸引20萬名以上使用者下載。同樣於德國的Vampyr Games遊戲開發團隊則創造出名為《Meteor Mess 3D》的《瘋狂大樓》3D立體版。另外名為愛迪生互動（Edison Interactive）名叫《Night of the Meteor》的作品，該作品結合了《瘋狂大樓》的遊戲內容、以及《瘋狂大樓》續作《瘋狂時代》的美術風格畫面。
遊戲製作者吉伯特也曾表示希望《瘋狂大樓》能以2009年的遊戲《猴島傳說》之遊戲引擎作重製版本，但之後想到喬治·盧卡斯曾將他拍攝的電影《星際大戰》三部曲給作了重製、但失去原味的情況則作罷。

## 影劇版本
在遊戲上市後盧卡斯影業開始籌劃拍攝《瘋狂大樓》的影劇版，之後1990年由美國的The Family Channel頻道買下了此影劇放送外，加拿大的YTV也播放過此節目。影劇的內容主要圍繞在原作遊戲裡的愛迪生家族之日常生活描寫，其中由尤金·列維擔任主要的劇本編寫。
此節目於電視台放送後共播出66集，雖曾由《時代》雜誌評選為該年度最佳的電視影劇之一，但也有被《娛樂周刊》批評過劇情笑話不佳、質疑為何The Family Channel會願意去製作如此風格作品，而遊戲雜誌《PC Gamer》也評論此節目未能表現出原作遊戲應有的味道。

## 外部連結
- MobyGames上的《瘋狂大樓》作品訊息 （页面存档备份，存于）（英文）
- 道格拉斯·克羅克福特談FC平台的《瘋狂大樓》開發 （页面存档备份，存于）（英文）
- IMDB上《瘋狂大樓》電視劇版資訊 （页面存档备份，存于）（英文）